# Retrato de la condesa Daru
El Retrato de la condesa Daru es un cuadro pintado por Jacques-Louis David en 1810. Representa a Alexandrine Daru, nacida Nardot (1783-1815), esposa de Pierre Daru intendente general de la Corona bajo Napoleón I. La dama aparece a la moda imperio sentada en una silla con esfinges en los reposabrazos, en la mano su abanico, un vestido de seda, chal bordado, tocado floral y un conjunto de pendientes y collar de plata y esmeraldas. El retrato fue realizado por David para agradecer a Pierre Daru su mediación en el conflicto que oponía al pintor a Vivant Denon por el pago de los cuadros La consagración de Napoleón y La distribución de las águilas.
Stendhal, amigo íntimo de la pareja y primo de Daru, presenció la realización del cuadro. Lo menciona en su diario bajo la forma de un retrato vitriólico del pintor:

"Acabo de ver pintar a David. Es una colección de nimiedades, sobre la forma de escribir su nombre, y sobre la diferencia entre un pintor de historia de un pintor de miniaturas a propósito de un traje de paje que envió al emperador. Estas personas agotan el alma por las nimiedades, no es de extrañar que no les quede nada para lo grande."
Diario, 1806-1810, Stendhal.